# Steveniella satyrioides
Espèce
Steveniella satyrioides est l'unique espèce du genre Steveniella, plante herbacée vivace appartenant à la famille des Orchidaceae. Elle doit son nom au botaniste Christian von Steven qui a été le premier à en communiquer une note descriptive en 1809 auprès de la Société impériale des naturalistes de Moscou. C'est une plante rare et protégée menacée d'extinction.
On la trouve au bord de la mer Noire, de la Crimée, jusqu'au littoral du kraï de Krasnodar en passant par l'Abkhazie, le littoral géorgien, le nord-est de la Turquie, jusqu'au nord de l'Iran.

## Description
C'est une orchidée de taille petite à moyenne qui supporte les hivers froids. Ses tubercules sont ovales et elle n'a qu'une seule feuille elliptique en lancette, de couleur vert olive ou bronze, de 6 à 14 cm de hauteur et une tige de 20-40 cm de hauteur rougeâtre en plein sol. L'inflorescence se produit en avril-mai et se compose de 4 à 20 petites (1-1,5 cm de diamètre) fleurs, non parfumées, dont la couleur varie de complètement rouge dans les lieux ensoleillés à vert pâle à l'ombre. Elle donne son fruit en mai-juin.

## Habitat
On la trouve dans les clairières de bosquets, sous les arbres, dans des prairies sèches et des lieux caillouteux, sur des sols calcaires de régions montagneuses, jusqu'à 500 mètres d'altitude. Du fait de la disparition de son milieu naturel, c'est une espèce en voie d'extinction. Elle figure au Livre rouge de Russie.

## Taxonomie
Steveniella satyrioides a été décrite par Kurt Sprengel et révisée par Rudolf Schlechter dans Repertorium Specierum Novarum Regni Vegetabilis, 15: 295, en 1918.
Synonymes:
- Himantoglossum satyrioides Spreng., Syst. Veg. 3: 694 (1826).
- Peristylus satyrioides (Spreng.) Rchb.f., Bot. Zeitung (Berlin) 7: 868 (1849).
- Coeloglossum satyrioides (Spreng.) Nyman, Syll. Fl. Eur.: 359 (1855).
- Habenaria satyrioides (Spreng.) Benth. ex Schltr., Repert. Spec. Nov. Regni Veg. Sonderbeih. A 1: 156 (1926), nom. inval.
- Stevenorchis satyrioides (Spreng.) Wankow & Kraenzl., Repert. Spec. Nov. Regni Veg. Beih. 65: 45 (1931).
- Orchis satyrioides Steven, Mém. Soc. Imp. Naturalistes Moscou 2: 176 (1809), nom. illeg.
- Orchis satyrioides f. longibracteata Wankow, Trudy Bot. Sada Imp. Yur'evsk. Univ. 15: 292 (1914).
- Steveniella satyrioides f. longibracteata (Wankow) Soó, Repert. Spec. Nov. Regni Veg. 24: 33 (1927).
- Steveniella caucasica Garay, Harvard Pap. Bot. 2: 50 (1997), nom. illeg.
- Orchis prosteveniella P.Delforge, Naturalistes Belges 81: 187 (2000)